# Мильонико
Мильо̀нико (на италиански: Miglionico, на местен диалект Megghiuòneche, Мегюонекъ) е малко градче и община в Южна Италия, провинция Матера, регион Базиликата. Разположено е на 461 m надморска височина. Населението на общината е 2519 души (към 2012 г.).